# Edwin Styles
Edwin Styles (13 de janeiro de 1899 — 20 de dezembro de 1960) foi um ator britânico, que atuou em filmes mudos durante a década de 1930.

## Filmografia selecionada
- Hell Below (1933)
- Road House (1934)
- The Five Pound Man (1937)
- Patricia Gets Her Man (1937)
- Adam and Evelyne (1949)
- The Lady with the Lamp (1951)
- Top Secret (1952)
- Derby Day (1952)
- Penny Princess (1952)
- Isn't Life Wonderful! (1953)
- The Weak and the Wicked (1954)
- For Better, for Worse (1954)
- The Dam Busters (1955)
- Up in the World (1956)
- The Full Treatment (1960)